# März-Zwischenfall

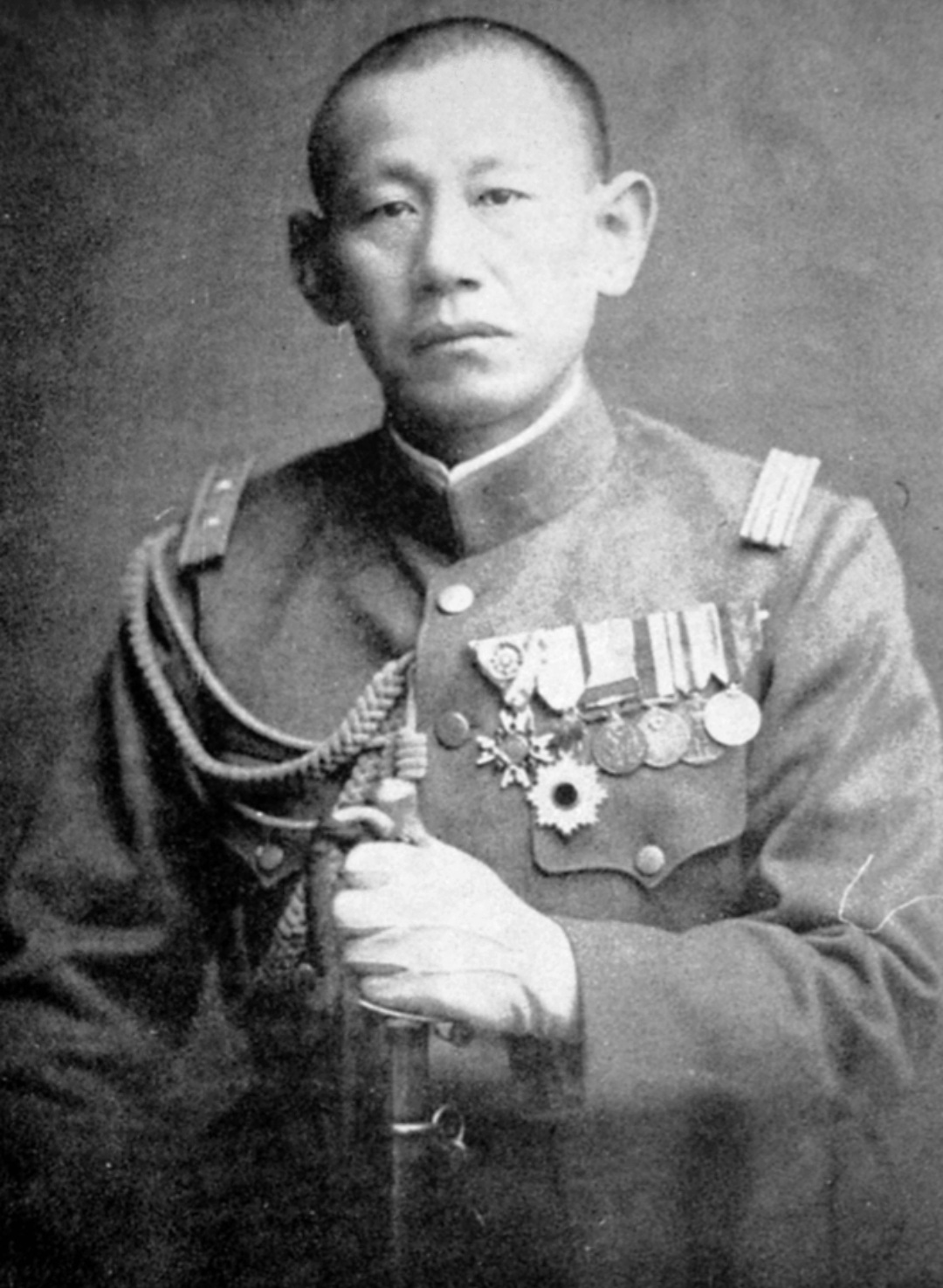
Oberstleutnant Hashimoto, Rädelsführer des März-Zwischenfalls.

Der März-Zwischenfall (jap. 三月事件, sangatsu jiken) war der fehlgeschlagene Versuch eines Militärputsches im Kaiserreich Japan im März 1931. Er wurde durch die radikale Sakurakai, einer Geheimgesellschaft innerhalb der kaiserlich japanischen Armee durchgeführt und von verschiedenen zivilen, ultranationalistischen Gruppierungen unterstützt.

## Geschichte
Die Planungen des März-Zwischenfalls lassen sich in den Herbst 1930 zurückverfolgen, als Oberstleutnant Hashimoto Kingoro und Hauptmann Chō Isamu von der kaiserlich japanischen Armee die Sakurakai (Kirschblütengesellschaft) gründeten. Die Kirschblüte stand symbolisch für Selbstopferung und wurde vom Militär verwendet, um das vergängliche Leben eines Soldaten zu symbolisieren. Das erklärte Ziel der Sakurakai waren politische Reformen zur Beseitigung der in ihren Augen korrupten Parteipolitik und der Einführung einer totalitären, staatssozialistischen Militärregierung. Die neue Regierung sollte die unfaire Vermögensverteilung der Gewinne der Zaibatsu umschichten und zersetzende Einflüsse auf die öffentliche Moral Japans ausschalten.
Nach der versuchten Ermordung von Premierminister Hamaguchi Osachi erwogen Prinz Saionji Kimmochi und Lordsiegelbewahrer Makino Nobuaki den General Ugaki Kazushige als neuen Premierminister, entschieden später jedoch, dass ein Zivilist zu dieser Zeit das beste für Japan sei. Diese Entscheidung sorgte für großen Aufruhr innerhalb der militaristischen Fraktion der kaiserlich japanischen Armee, und mehrere führende Generäle traten an Hashimoto und seine Sakurakai heran und bekräftigten ihn darin, einen Militärstreich zu planen, um Ugaki an die Macht zu bringen.
Hashimotos Plan umfasste ein Drei-Phasen Programm:
1. In Tokyo würden massive Unruhen angestiftet werden, welche die Regierung dazu zwingen würden, das Kriegsrecht zu verhängen.
2. Die kaiserlich japanische Armee würde einen Putsch durchführen und die Macht übernehmen.
3. Ein neues Kabinett würde unter der Leitung des damaligen Kriegsministers, General Ugaki Kazushige, gebildet werden.

Der Plan wurde durch eine 200.000-Yen-Spende von Tokugawa Yoshichika unterstützt, einem ultrarechten Mitglied des Kizokuin, Sohn des letzten Daimyō von Nagoya und Cousin zweiten Grades Kaiser Hirohitos.
Ultrarechte, zivile Organisationen unter der Führung von Kamei Kan’ichirō und Ōkawa Shūmei schürten ab Ende Februar 1931 Tumulte vor dem japanischen Parlament in Tokio. Schlechte Planung führte jedoch dazu, dass nicht die erhofften Massen an den Unruhen teilnahmen, wodurch es nicht zum Aufstand kam. Hashimoto setzte sich am 3. März per Brief mit General Ugaki in Verbindung und forderte von ihm die Mobilisierung der Truppen und Übernahme der Initiative. Ugaki, der als potentieller Parteivorsitzender der Partei Rikken Minseitō eine Chance sah, auf legalem Wege Ministerpräsident zu werden, verweigerte jedoch jegliche Unterstützung für den Putschversuch.
Die Verschwörer versuchten am 17. März 1931, zwei Tage vor dem eigentlich geplanten Termin für den Putsch, erneut einen Aufstand anzustacheln. Allerdings gelang es ihnen abermals nicht, genügend Menschen zu mobilisieren. Nach diesem Versuch wurden die Hauptplaner festgenommen und die gesamte Verschwörung zerschlagen.

## Auswirkungen
Ugaki schritt persönlich ein, um den Putschversuch möglichst gut zu vertuschen, und sorgte dafür, dass die Planer nur sehr milde Strafen bekamen.  Dieses Vorgehen sorgte für mehrere weitere Putschversuche durch das Militär, welches seine Haltung bestätigt sah, und war ein Hindernis in Ugakis weiterem Bestreben, Premierminister zu werden. Sein Scheitern hatte Hashimoto nicht abgeschreckt und er versuchte bereits sieben Monate später, im Oktober 1931, die Regierung im Oktober-Zwischenfall erneut zu stürzen.